# Сандра Магнус
Сандра Голл Магнус (народилася 30 жовтня 1964 року, Беллвілл) — американська інженерка і колишня космонавтка НАСА.  28 березня 2009 року вона повернулася на Землю з екіпажем STS-119 Discovery, провівши на орбіті 134 дні.  Вона була призначена для екіпажу STS-135, останньої місії космічного човника.  Вона також є ліцензованим радіоаматорським оператором з позивним номером KE5FYE.  З 2012 по 2018 роки Магнус була виконавчою директоркою Американського інституту аеронавтики і космонавтики. 

## Раннє життя та освіта
Магнус народилася і виросла у Бельвілі, штат Іллінойс.  Вона отримала диплом з фізики та електротехніки в Університеті Міссурі – Ролла (тепер: Університет науки і техніки Міссурі), а в 1996 році отримала ступінь доктора наук у галузі матеріалознавства та техніки з Технологічного інституту Джорджії.  Дослідження для її дисертації під назвою "Дослідження взаємозв'язку між термохімією та емісійною поведінкою термоелектричних катодів на основі тернарної системи BaO-Sc 2O3-WO3" було підтримано стипендією Наукового центру НАСА Льюїса.

### Інженерна кар'єра
У 1980-х роках Магнус працювала над конструкцією стелс-літаків інженеркою в компанії McDonnell Douglas. Вона працювала на рушійній системі для А-12 Avenger II, поки проект не був скасований ВМФ у 1991 році.

## Кар'єра у NASA

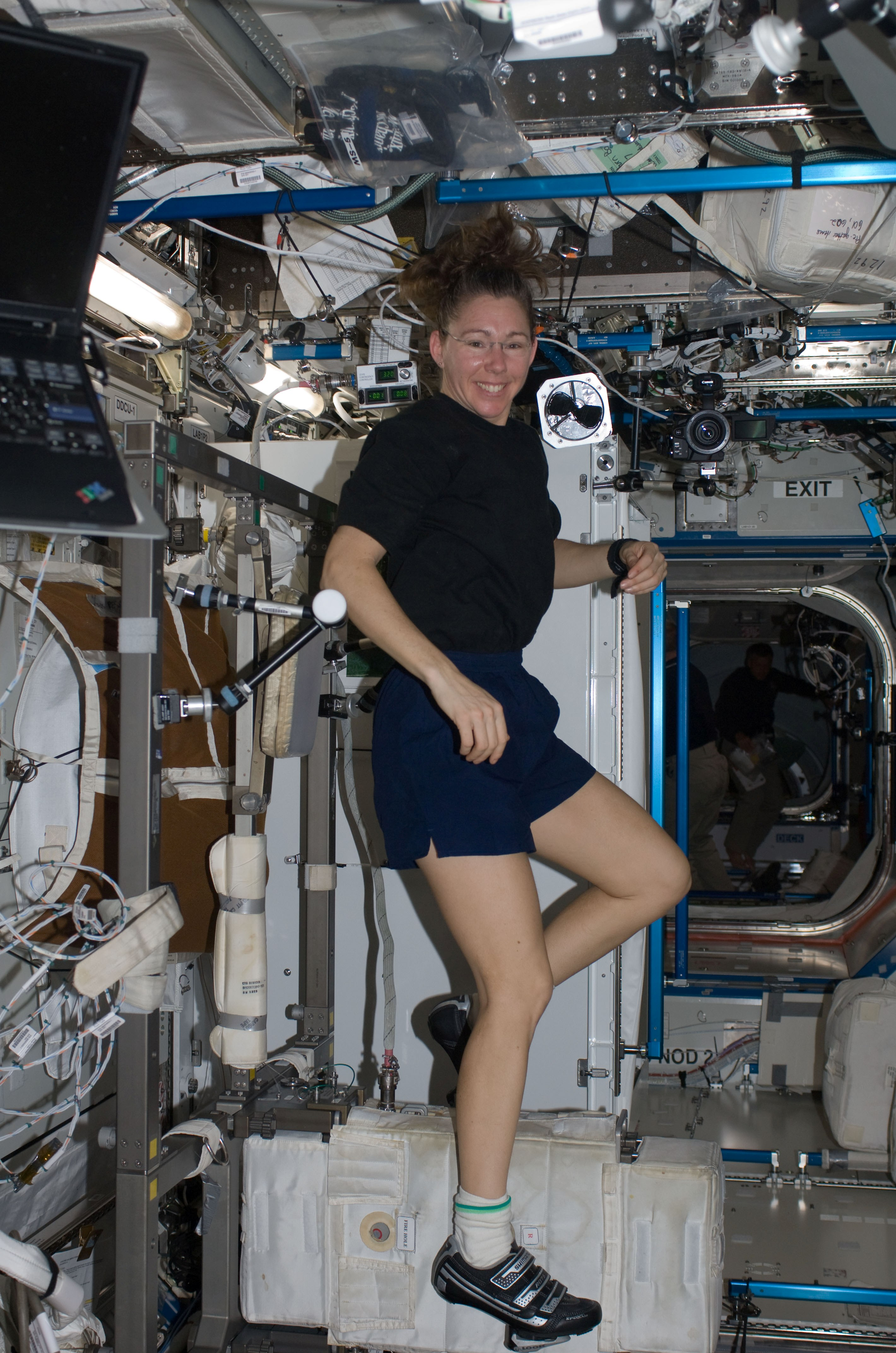
Сандра Магнус, спеціалістка місії STS-119, виконує вправи на велоерґометрі з системою віброізоляції (CEVIS) у лабораторії Destiny.

Магнус була обрана кандидаткою в астронавти у 1996 році. Після 2-річного навчання з січня 1997 року по травень 1998 року Магнус отримала призначення на роботу у відділенні корисного навантаження / середовища існування в Офісі Астронавтів. Її робота включала координацію з Європейським космічним агентством та Агенцією розвитку Японії (NASDA) та Бразилією. У травні 1998 року вона була призначена для роботи в Росії над підтримкою розробки та тестування апаратури навантаження. У 2000 році вона працювала як CAPCOM на Міжнародній космічній станції.

#### STS-112
Перша космічна місія Сандри Маґгнус, STS-112, відбулася у жовтні 2002 року, у якій вона взяла участь як спеціаліст місії. Основною метою місії космічного човника Atlantis була установка секції ферм S1 на Міжнародній космічній станції (ISS) та постачання витратних матеріалів.  Магнус керувала робототехнічною рукою космічної станції під час трьох космічних проходів, необхідних для встановлення та активації ферми S1. Тривалість польоту склала 10 днів 19 годин 58 хвилин і 44 секунди.  

#### Навчання виживанню
З 29 по 31 січня 2006 року, разом з Олегом Артем'євим і Михайлом Барраттом, Магнус взяла участь у дводенному обстеженні на можливість вижити у нежитловому районі у випадку аварійної посадки модуля спуску Союзу. Вона пройшла цей іспит в лісі під Москвою.

#### NEEMO 11
З 16-22 вересня 2006 року Магнус працювала командиром місії NASA NEEMO 11, підводної експедиції в лабораторії Водолія Національної адміністрації океанічних і атмосферних досліджень, розташованої біля берегів Флориди. Разом з побратимами астроакванавтами Тімоті Копра, Робертом Бенкеном і Тімоті Крімером, які проходили підготовку для можливого призначення на місію до Міжнародної космічної станції, Maґнус імітувала висадку на Місяць, а також випробовувала концепти мобільності з використанням різних конфігурацій скафандра різної ваги для імітації місячної гравітації. Також були випробувані методи комунікації, навігації, збирання геологічних зразків, побудови та використання дистанційно керованих роботів на поверхні Місяця. Члени екіпажу, що підтримують національний підрозділ дослідницького центру Ларрі Уорд і Роджер Гарсіа, забезпечували інженерну підтримку в середовищі існування.

#### Експедиція 18
Магнус працювала інженером польоту на борту Міжнародної космічної станції в рамках експедиції 18. Магнус була спеціалісткою місії на STS-126 для поїздки на станцію, яка стартувала 14 листопада 2008 року. Вона повернулася 28 березня 2009 року на посаду спеціалістки місії на STS-119. Вона реєструвала 133 дні на орбіті і отримала від NASA теплі привітання з поверненням. Її заміна, астронавт JAXA Коїчі Ваката, був запущений на борту Discovery 15 березня 2009 року.

#### STS-135

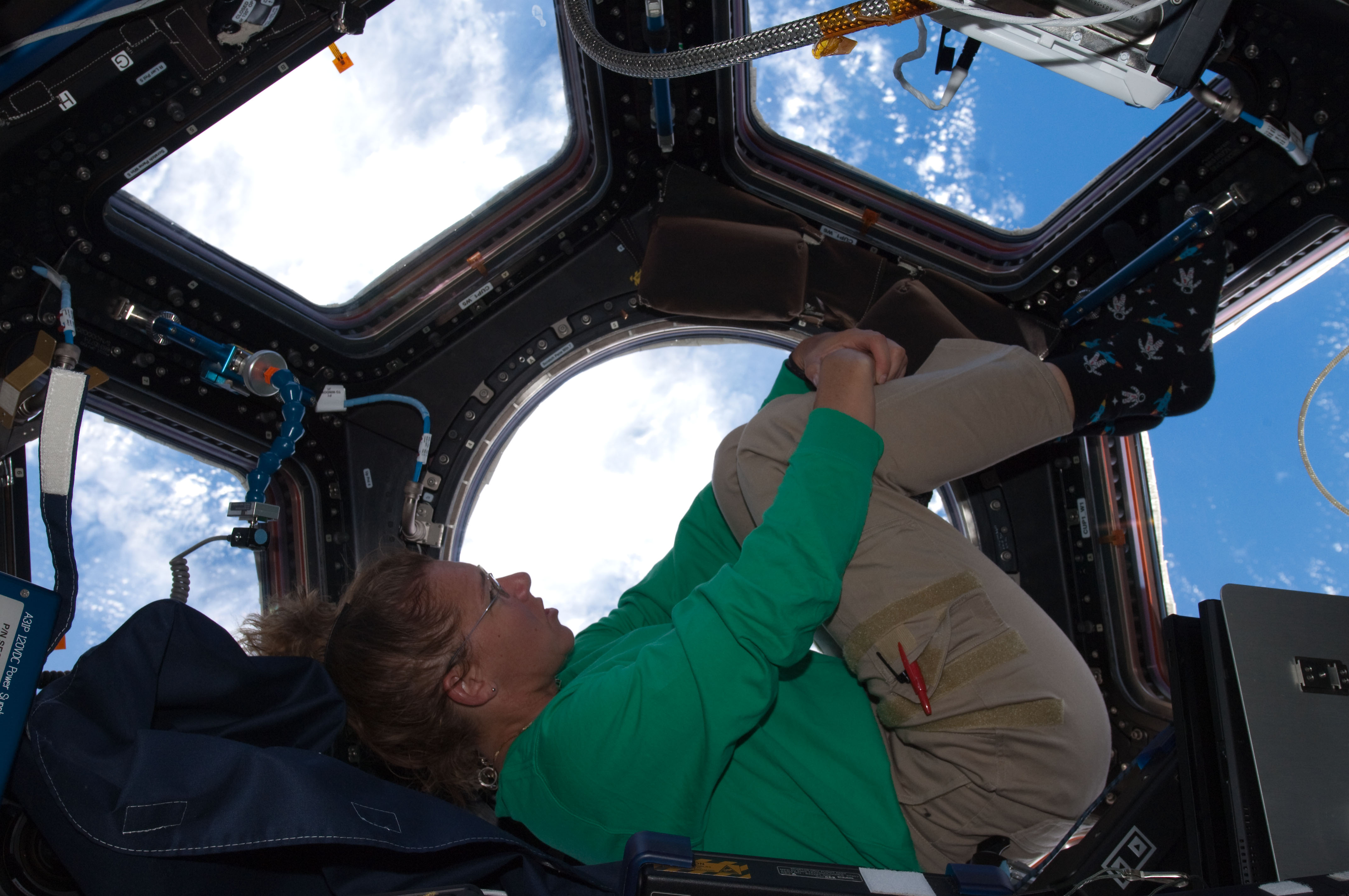
Магнус в Куполі на борту Міжнародної космічної станції під час космічного польоту STS-135.

14 вересня 2010 року NASA оголосила, що Магнус буде однією з чотирьох астронавтів, призначених для екіпажу STS-135, який, за потреби, мав виконувати рятувальну місію для STS-134, котрий спочатку був останнім запланованим шатловим польотом. Іншими членами цієї команди були командир Крістофер Фергюсон, пілот Дуглас Г. Херлі і колега по професії Рекс Дж. Вальхайм. У січні 2011 року NASA додала STS-135 до маніфесту як останню місію космічного човника, заплановану до запуску в липні 2011 року; STS-134 була успішно проведена в травні 2011 року, без потреби порятунку. Місія успішно стартувала 8 липня 2011 року і приземлилася 21 липня. 
У вересні 2012 року Магнус стала заступницею начальника відділу космонавтів. 

### Після NASA
У жовтні 2012 року доктор Магнус залишила корпус астронавтів НАСА, щоб стати виконавчою директоркою Американського інституту аеронавтики і космонавтики (AIAA).  Була виконавчою директоркою до січня 2018 року.
З 2018 року Магнус є власницею AstroPlanetView. 

## Зовнішні посилання
- AstroPlanetView
- Sandy Magnus  у соцмережі «Твіттер»
- Sandra H. Magnus (Ph.D.) NASA Astronaut (PDF). NASA. NASA. October 2012. Процитовано 29 січня 2019.
- Біографія космічних фактів
- "Spacebook", блог доктора Магнуса під час місії 2008-9 на борту МКС